# Tajon Buchanan
Tajon Trevor Buchanan (Brampton, 8 febbraio 1999) è un calciatore canadese, centrocampista del Villarreal e della nazionale canadese.

## Biografia
È nato a Brampton, in Canada, da genitori di origini giamaicane.

## Caratteristiche tecniche
Destro naturale, nel corso della sua carriera è stato impiegato prevalentemente come esterno, ma ha ricoperto anche il ruolo di ala o di terzino sia sulla fascia destra, sia su quella sinistra. Dotato di buona tecnica, che lo rende abile nel dribbling uno contro uno, fa della velocità una delle sue qualità migliori, anche se risulta poco incisivo sotto rete. Si disimpegna con buoni risultati anche in fase difensiva, pur avendo dimostrato delle lacune sui piani dell'irruenza e del posizionamento.

## Carriera

### Club

#### Inizi e N.E. Revolution
Dopo le esperienze con i Syracuse Orange e con il Sigma FC, approda ai N.E. Revolution venendo selezionato al draft del 2019. Il 9 marzo 2019 esordisce in MLS sostituendo Scott Caldwell a dieci minuti dalla fine dell'incontro perso 2-0 contro il Columbus Crew. Il 13 settembre 2020 segna la sua prima rete, nel corso del match perso 2-1 contro il Philadelphia Union.
Dopo tre stagioni con i N.E. Revolution, in cui vince anche un MLS Supporters' Shield nel 2021, il 24 agosto 2021 firma un contratto di 3 anni e mezzo con il Club Bruges, restando però in MLS fino al termine della stagione; il costo pagato dai club belga, pari a circa 7 milioni di euro, ne fa la cessione più onerosa nella storia dei N.E. Revolution.

#### Club Bruges
Trasferitosi al Club Bruges nel gennaio 2022, fa il suo esordio con i nerazzurri il 15 dello stesso mese, nella partita vinta per 2-0 contro il Sint-Truiden. Il 24 gennaio seguente, segna anche la sua prima rete in Belgio, nella vittoria per 1-0 contro l'Anversa. Chiude la stagione con 15 presenze e una rete tra tutte le competizioni, vincendo anche la Pro League.
Il 4 ottobre 2022, Buchanan debutta nelle competizioni UEFA, giocando da titolare nella partita vinta per 2-0 contro l'Atlético Madrid nella fase a gironi di Champions League. A fine campionato, colleziona 32 presenze e una rete fra tutte le competizioni.
Nell'annata seguente, realizza la sua prima rete europea, andando a segno nella vittoria per 3-0 contro l'Aarhus nei turni preliminari di Europa Conference League. Tuttavia, nella prima parte della stagione registra un rendimento discontinuo, dovuto anche agli infortuni e alla concorrenza di Noa Lang e Andreas Skov Olsen nel ruolo di ala (motivo per cui viene arretrato alla posizione di terzino destro).

#### Inter
Il 5 gennaio 2024 si trasferisce a titolo definitivo all'Inter, per 7 milioni di euro più 3 di bonus, firmando un contratto valido fino al 30 giugno 2028. Diventa così il primo giocatore canadese nella storia del club, nonché il primo a disputare una partita in Serie A. Il 22 gennaio successivo conquista il primo trofeo in nerazzurro, la Supercoppa italiana, pur senza scendere in campo. Esordisce con i nerazzurri il 16 febbraio successivo, subentrando a Bastoni nella vittoria interna per 4-0 contro la Salernitana. Il 22 aprile, in occasione della vittoria nerazzurra nel derby di Milano per 2-1, conquista matematicamente il suo primo scudetto. Il 10 maggio segna il suo primo gol in maglia nerazzurra, nella partita in trasferta contro il Frosinone; si tratta della prima rete di un giocatore canadese nel massimo campionato italiano.
Dopo la frattura della tibia riportata in Nazionale in estate, Buchanan torna in campo con l’Inter il 23 novembre nel finale della vittoria esterna contro l’Hellas Verona (0-5).

#### Villareal
Il 1º febbraio 2025 viene ufficializzato il suo prestito con diritto di riscatto, fissato a 13 milioni, agli spagnoli del Villarreal. Nel campionato spagnolo mette insieme 13 presenze, di cui però solo quattro da titolare, un gol (al Barcellona) e due assist. A fine stagione non viene riscattato e fa ritorno all’Inter. Dopo alcune trattative durante l'estate viene ceduto a titolo definitivo agli spagnoli, firmando un contratto valido fino al 30 giugno 2030.

### Nazionale

#### Nazionale giovanile
Il 26 febbraio 2020 viene convocato nella lista provvisoria del Canada Under-23 per il torneo di qualificazione olimpica della CONCACAF. Circa un anno dopo viene inserito nella squadra finale per il torneo, rinviato al 2021. Nella partita di debutto del Canada, Buchanan segna una doppietta nella vittoria per 2-0 contro i pari età di El Salvador. Nel 2020, intanto, è nominato miglior giovane canadese dell'anno.

#### Nazionale maggiore
Nel gennaio del 2021, Buchanan accetta l'invito per uno stage della nazionale maggiore canadese, venendo poi convocato nel giugno successivo per le partite di qualificazione alla Coppa del Mondo FIFA 2022 contro Aruba e Suriname. Fa il suo debutto in nazionale contro Aruba, segnando due gol nella vittoria per 7-0. L'8 giugno 2021 Buchanan è inserito nella lista preliminare di 60 giocatori del Canada per la CONCACAF Gold Cup 2021. Il 1º luglio è convocato nella squadra finale di 23 giocatori. Segna il suo primo gol in nazionale maggiore il 29 luglio contro il Messico, nella semifinale della Gold Cup, pareggiando la partita poi conclusasi con una sconfitta per 2-1. Le sue prestazioni nella competizione vengono ampiamente elogiate dai media nazionali e al termine del torneo vince il premio di miglior giovane della Gold Cup.
Nel novembre del 2022, Buchanan viene incluso dal CT John Herdman nella rosa canadese partecipante alla Coppa del Mondo FIFA 2022. Il 27 novembre, nella seconda partita del Canada contro la Croazia, Buchanan realizza un assist per il gol di Alphonso Davies, che è anche il primo in assoluto del Canada in un Mondiale.
Nel giugno del 2023, viene incluso nella rosa canadese partecipante alla fase finale della CONCACAF Nations League, in cui il Canada raggiunge la finale, per poi essere sconfitto per 2-0 dagli Stati Uniti.
Nel giugno del 2024, viene incluso dal nuovo CT Jesse Marsch nella lista dei convocati per la Copa América dello stesso anno, organizzata negli Stati Uniti; qui viene impiegato in tutte e tre le gare della fase a gironi, prima di dover lasciare il ritiro della nazionale in seguito alla frattura alla tibia subita in allenamento. Torna in campo proprio con la Nazionale dopo oltre quattro mesi nel corso della gara vinta con il Suriname del 16 novembre.
Nel giugno del 2025 prende parte alla Gold Cup segnando una doppietta nel 6-0 contro l’Honduras e un altro gol nella terza partita del girone contro El Salvador.

## Statistiche

### Presenze e reti nei club
Statistiche aggiornate al 22 febbraio 2025
| Stagione               | Squadra                | Campionato             | Campionato | Campionato | Coppe nazionali | Coppe nazionali | Coppe nazionali | Coppe continentali | Coppe continentali | Coppe continentali | Altre coppe | Altre coppe | Altre coppe | Totale | Totale | Totale |
| Stagione               | Squadra                | Comp                   | Pres       | Reti       | Comp            | Pres            | Reti            | Comp               | Pres               | Reti               | Comp        | Pres        | Reti        | Pres   | Reti   |        |
| ---------------------- | ---------------------- | ---------------------- | ---------- | ---------- | --------------- | --------------- | --------------- | ------------------ | ------------------ | ------------------ | ----------- | ----------- | ----------- | ------ | ------ | ------ |
| 2018                   | Sigma FC               | L1O                    | 7          | 2          | -               | -               | -               | -                  | -                  | -                  | -           | -           | -           | 7      | 2      |        |
| 2019                   | N.E. Revolution        | MLS                    | 10         | 0          | USOC            | 1               | 0               | -                  | -                  | -                  | -           | -           | -           | 11     | 0      |        |
| 2020                   | N.E. Revolution        | MLS                    | 20+4       | 2+1        | -               | -               | -               | -                  | -                  | -                  | MisB        | 4           | 0           | 28     | 3      |        |
| 2021                   | N.E. Revolution        | MLS                    | 27+1       | 8+1        | -               | -               | -               | -                  | -                  | -                  | -           | -           | -           | 28     | 9      |        |
| Totale N.E. Revolution | Totale N.E. Revolution | Totale N.E. Revolution | 62         | 12         |                 | 1               | 0               |                    | -                  | -                  |             | 4           | 0           | 67     | 12     |        |
| gen.-giu. 2022         | Club Bruges            | D1                     | 9+5        | 0+1        | CB              | 1               | 0               | -                  | -                  | -                  | -           | -           | -           | 15     | 1      |        |
| 2022-2023              | Club Bruges            | D1                     | 22+2       | 1+0        | CB              | 2               | 0               | UCL                | 6                  | 0                  | SB          | 0           | 0           | 32     | 1      |        |
| 2023-gen. 2024         | Club Bruges            | D1                     | 12         | 2          | CB              | 0               | 0               | UECL               | 8                  | 1                  | -           | -           | -           | 20     | 3      |        |
| Totale Club Bruges     | Totale Club Bruges     | Totale Club Bruges     | 50         | 4          |                 | 3               | 0               |                    | 14                 | 1                  |             | 0           | 0           | 67     | 5      |        |
| gen.-giu. 2024         | Inter                  | A                      | 10         | 1          | CI              | -               | -               | UCL                | 0                  | 0                  | SI          | 0           | 0           | 10     | 1      |        |
| 2024-feb. 2025         | Inter                  | A                      | 6          | 0          | CI              | 1               | 0               | UCL                | 0                  | 0                  | SI+Cmc      | 0           | 0           | 7      | 0      |        |
| Totale Inter           | Totale Inter           | Totale Inter           | 16         | 1          |                 | 1               | 0               |                    | 0                  | 0                  |             | 0           | 0           | 17     | 1      |        |
| feb.-giu. 2025         | Villarreal             | PD                     | 13         | 1          | CR              | 0               | 0               | -                  | -                  | -                  | -           | -           | -           | 11     | 1      |        |
| Totale carriera        | Totale carriera        | Totale carriera        | 138        | 20         |                 | 5               | 0               |                    | 14                 | 1                  |             | 4           | 0           | 161    | 21     |        |

### Cronologia presenze e reti in nazionale
| Cronologia completa delle presenze e delle reti in nazionale ― Canada | Cronologia completa delle presenze e delle reti in nazionale ― Canada | Cronologia completa delle presenze e delle reti in nazionale ― Canada | Cronologia completa delle presenze e delle reti in nazionale ― Canada | Cronologia completa delle presenze e delle reti in nazionale ― Canada | Cronologia completa delle presenze e delle reti in nazionale ― Canada | Cronologia completa delle presenze e delle reti in nazionale ― Canada | Cronologia completa delle presenze e delle reti in nazionale ― Canada |
| Data                                                                  | Città                                                                 | In casa                                                               | Risultato                                                             | Ospiti                                                                | Competizione                                                          | Reti                                                                  | Note                                                                  |
| --------------------------------------------------------------------- | --------------------------------------------------------------------- | --------------------------------------------------------------------- | --------------------------------------------------------------------- | --------------------------------------------------------------------- | --------------------------------------------------------------------- | --------------------------------------------------------------------- | --------------------------------------------------------------------- |
| 5-6-2021                                                              | Bradenton                                                             | Aruba                                                                 | 0 – 7                                                                 | Canada                                                                | Qual. Mondiali 2022                                                   | -                                                                     |                                                                       |
| 8-6-2021                                                              | Bridgeview                                                            | Canada                                                                | 4 – 0                                                                 | Suriname                                                              | Qual. Mondiali 2022                                                   | -                                                                     | 80’                                                                   |
| 12-6-2021                                                             | Port-au-Prince                                                        | Haiti                                                                 | 0 – 1                                                                 | Canada                                                                | Qual. Mondiali 2022                                                   | -                                                                     | 77’                                                                   |
| 15-6-2021                                                             | Bridgeview                                                            | Canada                                                                | 3 – 0                                                                 | Haiti                                                                 | Qual. Mondiali 2022                                                   | -                                                                     | 81’                                                                   |
| 11-7-2021                                                             | Kansas City                                                           | Canada                                                                | 4 – 1                                                                 | Martinica                                                             | Gold Cup 2021 - 1º turno                                              | -                                                                     | 76’                                                                   |
| 15-7-2021                                                             | Kansas City                                                           | Haiti                                                                 | 1 – 4                                                                 | Canada                                                                | Gold Cup 2021 - 1º turno                                              | -                                                                     |                                                                       |
| 18-7-2021                                                             | Kansas City                                                           | Stati Uniti                                                           | 1 – 0                                                                 | Canada                                                                | Gold Cup 2021 - 1º turno                                              | -                                                                     |                                                                       |
| 24-7-2021                                                             | Arlington                                                             | Costa Rica                                                            | 0 – 2                                                                 | Canada                                                                | Gold Cup 2021 - Quarti di finale                                      | -                                                                     | 88’                                                                   |
| 29-7-2021                                                             | Houston                                                               | Messico                                                               | 2 – 1                                                                 | Canada                                                                | Gold Cup 2021 - Semifinale                                            | 1                                                                     |                                                                       |
| 2-9-2021                                                              | Toronto                                                               | Canada                                                                | 1 – 1                                                                 | Honduras                                                              | Qual. Mondiali 2022                                                   | -                                                                     | 46’                                                                   |
| 5-9-2021                                                              | Nashville                                                             | Stati Uniti                                                           | 1 – 1                                                                 | Canada                                                                | Qual. Mondiali 2022                                                   | -                                                                     | 65’                                                                   |
| 8-9-2021                                                              | Toronto                                                               | Canada                                                                | 3 – 0                                                                 | El Salvador                                                           | Qual. Mondiali 2022                                                   | 1                                                                     | 18’                                                                   |
| 7-10-2021                                                             | Città del Messico                                                     | Messico                                                               | 1 – 1                                                                 | Canada                                                                | Qual. Mondiali 2022                                                   | -                                                                     |                                                                       |
| 13-10-2021                                                            | Toronto                                                               | Canada                                                                | 4 – 1                                                                 | Panama                                                                | Qual. Mondiali 2022                                                   | 1                                                                     |                                                                       |
| 12-11-2021                                                            | Edmonton                                                              | Canada                                                                | 1 – 0                                                                 | Costa Rica                                                            | Qual. Mondiali 2022                                                   | -                                                                     |                                                                       |
| 16-11-2021                                                            | Edmonton                                                              | Canada                                                                | 2 – 1                                                                 | Messico                                                               | Qual. Mondiali 2022                                                   | -                                                                     |                                                                       |
| 27-1-2022                                                             | San Pedro Sula                                                        | Honduras                                                              | 0 – 2                                                                 | Canada                                                                | Qual. Mondiali 2022                                                   | -                                                                     |                                                                       |
| 30-1-2022                                                             | Hamilton                                                              | Canada                                                                | 2 – 0                                                                 | Stati Uniti                                                           | Qual. Mondiali 2022                                                   | -                                                                     | 88’                                                                   |
| 2-2-2022                                                              | San Salvador                                                          | El Salvador                                                           | 0 – 2                                                                 | Canada                                                                | Qual. Mondiali 2022                                                   | -                                                                     | 57’                                                                   |
| 24-3-2022                                                             | San José                                                              | Costa Rica                                                            | 1 – 0                                                                 | Canada                                                                | Qual. Mondiali 2022                                                   | -                                                                     |                                                                       |
| 27-3-2022                                                             | Toronto                                                               | Canada                                                                | 4 – 0                                                                 | Giamaica                                                              | Qual. Mondiali 2022                                                   | 1                                                                     |                                                                       |
| 30-3-2022                                                             | Panama                                                                | Panama                                                                | 1 – 0                                                                 | Canada                                                                | Qual. Mondiali 2022                                                   | -                                                                     | 87’                                                                   |
| 10-6-2022                                                             | Vancouver                                                             | Canada                                                                | 4 – 0                                                                 | Curaçao                                                               | CONCACAF Nations League 2022-2023 - 1º turno                          | -                                                                     |                                                                       |
| 13-6-2022                                                             | San Pedro Sula                                                        | Honduras                                                              | 2 – 1                                                                 | Canada                                                                | CONCACAF Nations League 2022-2023 - 1º turno                          | -                                                                     |                                                                       |
| 27-9-2022                                                             | Bratislava                                                            | Canada                                                                | 0 – 2                                                                 | Uruguay                                                               | Amichevole                                                            | -                                                                     | 78’                                                                   |
| 17-11-2022                                                            | Dubai                                                                 | Giappone                                                              | 1 – 2                                                                 | Canada                                                                | Amichevole                                                            | -                                                                     | 60’                                                                   |
| 23-11-2022                                                            | Al Rayyan                                                             | Belgio                                                                | 1 – 0                                                                 | Canada                                                                | Mondiali 2022 - 1º turno                                              | -                                                                     | 81’                                                                   |
| 27-11-2022                                                            | Al Rayyan                                                             | Croazia                                                               | 4 – 1                                                                 | Canada                                                                | Mondiali 2022 - 1º turno                                              | -                                                                     | 52’                                                                   |
| 1-12-2022                                                             | Doha                                                                  | Canada                                                                | 1 – 2                                                                 | Marocco                                                               | Mondiali 2022 - 1º turno                                              | -                                                                     |                                                                       |
| 25-3-2023                                                             | Willemstad                                                            | Curaçao                                                               | 0 – 2                                                                 | Canada                                                                | CONCACAF Nations League 2022-2023 - 1º turno                          | -                                                                     | 78’                                                                   |
| 28-3-2023                                                             | Toronto                                                               | Canada                                                                | 4 – 1                                                                 | Honduras                                                              | CONCACAF Nations League 2022-2023 - 1º turno                          | -                                                                     | 62’                                                                   |
| 15-6-2023                                                             | Paradise                                                              | Panama                                                                | 0 – 2                                                                 | Canada                                                                | CONCACAF Nations League 2022-2023 - Semifinale                        | -                                                                     | 62’                                                                   |
| 18-6-2023                                                             | Paradise                                                              | Canada                                                                | 0 – 2                                                                 | Stati Uniti                                                           | CONCACAF Nations League 2022-2023 - Finale                            | -                                                                     | 60’                                                                   |
| 18-11-2023                                                            | Kingston                                                              | Giamaica                                                              | 1 – 2                                                                 | Canada                                                                | CONCACAF Nations League 2023-2024 - Quarti di finale                  | -                                                                     | 71’                                                                   |
| 21-11-2023                                                            | Toronto                                                               | Canada                                                                | 2 – 3                                                                 | Giamaica                                                              | CONCACAF Nations League 2023-2024 - Quarti di finale                  | -                                                                     | 74’                                                                   |
| 23-3-2024                                                             | Frisco                                                                | Canada                                                                | 2 – 0                                                                 | Trinidad e Tobago                                                     | CONCACAF Nations League 2023-2024 - Play-off                          | -                                                                     | 42’ 80’                                                               |
| 6-6-2024                                                              | Rotterdam                                                             | Paesi Bassi                                                           | 4 – 0                                                                 | Canada                                                                | Amichevole                                                            | -                                                                     | 56’                                                                   |
| 9-6-2024                                                              | Bordeaux                                                              | Francia                                                               | 0 – 0                                                                 | Canada                                                                | Amichevole                                                            | -                                                                     | 84’                                                                   |
| 20-6-2024                                                             | Atlanta                                                               | Argentina                                                             | 2 – 0                                                                 | Canada                                                                | Coppa America 2024 - 1º turno                                         | -                                                                     | 59’                                                                   |
| 25-6-2024                                                             | Kansas City                                                           | Perù                                                                  | 0 – 1                                                                 | Canada                                                                | Coppa America 2024 - 1º turno                                         | -                                                                     | 66’                                                                   |
| 29-6-2024                                                             | Orlando                                                               | Canada                                                                | 0 – 0                                                                 | Cile                                                                  | Coppa America 2024 - 1º turno                                         | -                                                                     | 76’                                                                   |
| 15-11-2024                                                            | Paramaribo                                                            | Suriname                                                              | 0 – 1                                                                 | Canada                                                                | CONCACAF Nations League 2024-2025 - Quarti di finale                  | -                                                                     | 78’                                                                   |
| 19-11-2024                                                            | Toronto                                                               | Canada                                                                | 3 – 0                                                                 | Suriname                                                              | CONCACAF Nations League 2024-2025 - Quarti di finale                  | -                                                                     | 74’                                                                   |
| 20-3-2025                                                             | Inglewood                                                             | Canada                                                                | 0 – 2                                                                 | Messico                                                               | CONCACAF Nations League 2024-2025 - Semifinale                        | -                                                                     | 67’                                                                   |
| 23-3-2025                                                             | Inglewood                                                             | Canada                                                                | 2 – 1                                                                 | Stati Uniti                                                           | CONCACAF Nations League 2024-2025 - Finale 3º posto                   | -                                                                     | 66’                                                                   |
| 7-6-2025                                                              | Toronto                                                               | Canada                                                                | 4 – 2                                                                 | Ucraina                                                               | Amichevole                                                            | 1                                                                     |                                                                       |
| 10-6-2025                                                             | Toronto                                                               | Canada                                                                | 0 – 0 (4 – 5 dtr)                                                     | Costa d'Avorio                                                        | Amichevole                                                            | -                                                                     | 76’                                                                   |
| 17-6-2025                                                             | Vancouver                                                             | Canada                                                                | 6 – 0                                                                 | Honduras                                                              | Gold Cup 2025 - 1º turno                                              | 2                                                                     | 80’                                                                   |
| 21-6-2025                                                             | Houston                                                               | Curaçao                                                               | 1 – 1                                                                 | Canada                                                                | Gold Cup 2025 - 1° turno                                              | -                                                                     | 70’                                                                   |
| 24-6-2025                                                             | Houston                                                               | Canada                                                                | 2 – 0                                                                 | El Salvador                                                           | Gold Cup 2025 - 1º turno                                              | 1                                                                     |                                                                       |
| 29-6-2025                                                             | Minneapolis                                                           | Canada                                                                | 1 – 1 (5 – 6 dtr)                                                     | Guatemala                                                             | Gold Cup 2025 - Quarti di finale                                      | -                                                                     | 58’                                                                   |
| Totale                                                                |                                                                       | Presenze                                                              | 51                                                                    |                                                                       | Reti                                                                  | 8                                                                     |                                                                       |

## Palmarès

### Club
- MLS Supporters' Shield: 1

New England Revolution: 2021
- Campionato belga: 1

Club Bruges: 2021-2022
- Supercoppa italiana: 1

Inter: 2023
- Campionato italiano: 1

Inter: 2023-2024

### Individuale
- Miglior giovane canadese dell'anno: 1

2020
- Miglior giovane della CONCACAF Gold Cup: 1

2021
- Squadra della CONCACAF Gold Cup: 1

2021
- MLS Best XI: 1

2021